# Biblioterápia
A biblioterápia nem más, mint válogatott olvasmányok felhasználása a segítő, fejlesztő munkában és pszichológiai problémák kezelésében, illetve megelőzésében. Általános személyiségfejlesztésre irányuló, a művészetterápiák közé tartozó interdiszciplináris terápiás módszer. Legjobb eredményeket a depresszió kezelésében érték el vele, hatása hosszú távú. A terápiás célú olvasás alapja hagyományosan, a biblioterápia eredeti meghatározása szerint igen sokféle szöveg, olvasmány lehet, mégis a szépirodalmi művek alkalmazása a legelterjedtebb. Ennek köszönhető, hogy gyakran – hazánkban is – szinonimaként kezelik a biblioterápia és az irodalomterápia kifejezést.
Elnevezése a görög biblion (könyv) és therapeia (gyógyítás, szolgálat, kísérés) szavak összekapcsolásával született.
A fogalomnak számos változata ismert a külföldi szakirodalomban pl. bibliotherapy, biblio-/poetry therapy, poetry therapy, literature therapy, literatherapy, bibliocounselling, bibliopsychology, bookmatching, library therapeutics, guided reading, biblioguidance.

## Meghatározásai
A biblioterápia definiálása szakmai vitákra okot adó, bonyolult feladat, több, részben különböző meghatározása ismert, melyek a módszer fejlődésével is változtak az évek alatt. A szakmai viták miatt nincs köztük egységesen elfogadott.
A Webster’s Third New International Dictionary 1961-es definíciójából még hiányzik, hogy ez a módszer nem csupán a gyógyászatban használható fel, pszichiátriai segédeszközként fogja fel.
Hart 1987-es definíciója szerint „A biblioterápia során a tanácsadó vagy a könyvtáros kijelölt olvasmányok által nyújt segítséget a személyes problémák megoldásában.”
Biblioterápia: Válogatott olvasmányok használata terápiás célokra a gyógyításban és pszichiátriában; valamint segítség a személyes problémák megoldásában irányított olvasás által.
Napjainkban a biblioterápia már az azt alkalmazó szakemberek (pl. könyvtárosok, pedagógusok, szociális munkások, mentálhigiénés szakemberek stb.) széles körének az a határozott kísérlete, hogy a könyvek és egyéb dokumentumok, szövegek segítségével befolyásolják, áthangolják az olvasó attitűdjeit, viselkedésmódját, és pozitív irányú fejlődéshez, változáshoz segítsék a terápia résztvevőjét.

## Gyökerei, kialakulása
Mióta az emberek történeteket mesélnek egymásnak, azóta befolyásolják a személyiség fejlődését, attitűdjét az irodalmi művek. A magyar népi pszichoterápiás módszerek és ráolvasások pszichoterápiás szempontból is szuggesztív és hipnotikus erejűek voltak. A hagyományos hindu orvoslásban is alkalmazták a mesék és azok átgondolásának gyógyító erejét. Az első jegyzett „biblioterapeuta” a római pszichológus, Soranus volt, aki mániás és depressziós betegeit drámákkal kezelte, bár a módszert egészen a XIX. századig nem alkalmazták biblioterápia néven.
Mivel a nyugati világban a betegeknek sokáig inkább a fizikai panaszait vették figyelembe, pszichológiai gondjaikat pedig hagyományos módszerekkel kezelték, az olvasás gyógyító vagy fejlesztő céllal nem valósulhatott meg. A XIX. században fogadták el, hogy a beteg test és lélek egysége, ez segítette a biblioterápia újrafelfedezését.
Benjamin Rush, philadelphiai orvos 1815-ben érvelt az olvasás gyógyító hatása mellett, John Minson Galt pedig 1833-ban betegek kezelésének részeként alkalmazta. Először zárt osztályokon, pszichiátriai intézetekben, majd átmeneti- és gyermek- és idősotthonokban alkalmazzák.
A szakmai elismerést és egyben a talán legnagyobb előrelépést a biblioterápia történetében az jelentette, hogy 1939-ben az Amerikai Könyvtárosok Szövetségének kórházi részlegén belül létrehozott biblioterápiás bizottság alakult.

## Az első magyar kezdeményezések
Magyarországon a biblioterápiás törekvések nem voltak késésben a nyugati törekvésekhez képest. Már az 1950-es években létesítettek Magyarországon a kórházakban és zárt intézményekben megfelelő könyvtárakat, és elkezdték alkalmazni az egyéni terápiát. Egészséges személyeket a kezelésbe 1960-tól vontak csak be, az első csoportos terápiát pedig Bartos Éva indította. A kísérlet Szekszárdon, a Tolna megyei Kórház-Rendelőintézet Pszichiátriai Rehabilitációs Foglalkoztatójának Alkohológiai Osztályán folyt 1976/77-ben. 1983-ban a Szombathelyi kórház neurózis osztályán folytatták a csoportos terápia alkalmazását.

## Célja és hatásmechanizmusa[11]
A biblioterápia célja annyiféle, ahányan, illetve ahány féle célcsoportnál alkalmazzák azt. Általánosságban ezek a célok a mentális problémák gyógyítása, a személyiségfejlesztés, az önismeret, szociális képességek fejlesztése, a közösségépítés, esetleg rekreáció témakörein belül mozognak.
Az alapelgondolás a biblioterápia működési elvéről az, hogy egy olvasmány segítséget nyújthat abban, hogy a résztvevő külső szemszögből láthassa a problémáit, példát vagy épp ellenpéldát ismerjen meg rá, következmények nélkül gondolhasson át megoldásokat.
Fekvőbetegek, külső okokból helyhez kötöttek kezelésében terápiás hatású már az is, hogy változatosságot nyújt, reménytelenségéből kimozdítja a pácienst, így hosszas kórházi kezelések kiegészítőjeként, az okozott depresszió ellen alkalmazható.
A Magyar Irodalomterápiás Társaság meghatározása szerint "A szépirodalmi szövegek sokfélesége lehetőséget ad arra, hogy rugalmasan, a terápiás csoport összetételéhez igazítsuk a csoportokban folyó munkát. Szinte mindegyik alkalmazási terület célul tűzheti ki a kommunikációs készség, a problémamegoldó és kreatív gondolkodás, az empátia, a csapatmunka iránti fogékonyság valamint az önismeret fejlesztését. A klinikai pszichológiában egy lehetséges célkitűzés lehet a rehabilitációs folyamat gyorsítása. Gyermekcsoportok esetében az életkori sajátosságokból adódó problémák pontosítása és megoldása lehet fontos feladat. Az igazságügyben dolgozóknál hatékonyan alkalmazható az irodalomterápia a közös, a társadalom által elvárt értékrend mélyebb megismerésére és fejlesztésére. Az irodalmi alkotásokon keresztül az egyén közelebb kerül önmagához, meri megélni és felvállalni érzelmeit, oldódik a szorongása, új lehetőségekre lel saját életében.
Az irodalomterápiás foglalkozás mindig egy előre kiválasztott irodalmi mű köré szerveződik, mely lehetőség szerint a csoport tagjainak hasonló problémáját célozza meg. A mű (műrészlet) kapcsán a csoportvezető irányításával beszélgetés folyik. A szöveghez fűzött megjegyzések segítenek a csoporttagoknak pontosítani a mű által sugallt témához való viszonyukat. Ez fontos felismerésekre vezet önmaguk megismerésében és mások megértésében, újra hangolhatja a már megmerevedett egyéni struktúrákat. Nem műelemzéseket, irodalmi expozékat vár el a csoport vezetője, hanem a résztvevők személyes élményeit szeretné a csoportban közkinccsé tenni. A foglalkozásokon a kiválasztott irodalmi mű élményszintű feldolgozása zajlik, mely lehetővé teszi a felmerülő problémák közös továbbgondolását és az egyénekre szabott üzenetek megtalálását, fogadását."

## A biblioterápia fajtái
A biblioterápia több szempontból osztható különböző fajtákra.
- A résztvevő állapotától függően beszélhetünk klinikai és fejlesztő, megelőző biblioterápiáról. A kettőben alkalmazott módszerek hasonlóak, a különbségekre a kezelt mentális állapota szolgáltat okot.
- A kezelésben részt vevők száma szerint beszélhetünk egyéni és csoportos foglalkozásról.
- A foglalkozás irányultsága alapján beszélhetünk befogadásra ösztönző receptív vagy alkotásra ösztönző aktív terápiáról.
  - Receptív biblioterápia – amikor egy meghatározott szépirodalmi szöveg kerül feldolgozásra. A szöveg elolvasása után a terápiás foglalkozáson részt vevő egyének megosztják egymással és a biblioterapeutával a szöveg olvasása közben felmerülő érzéseiket, gondolataikat, a szöveg üzenetéhez fűződő véleményüket, valamint személyes élményeiket, emlékeiket a téma kapcsán.
  - Aktív biblioterápia – esetén a terápiában részt vevők hoznak létre szöveget egy téma kapcsán. Az alkotás történhet versírás vagy önéletírás formájában, történetek befejezéseként vagy hiányos szöveg kiegészítése által. Ezt a formát az angol szakirodalom creative writing / expressive writing néven említi.

Ezen kívül a biblioterápia több fajtába sorolható a tevékenységet irányító személy, a felhasznált – szépirodalmi vagy nem-szépirodalmi – szövegek, de a terápia helyszíne alapján is.

## Oktatása Magyarországon
Az egyetemi szintű biblioterápiás képzés hazánkban Hász Erzsébet munkássága nyomán, a 2009-ben akkreditált egyetemi szakkal, a Pázmány Péter Katolikus Egyetem Bölcsészettudományi Karán kezdődött meg szakirányú továbbképzésként, ahol a felvétel feltétele a legalább BA vagy főiskolai szintű végzettség tanári, tanítói vagy pedagógusi, illetve pszichológia, szociális munkás, antropológia, esztétika, informatikus könyvtáros, szociológia, orvos, szociális ápoló, diplomás ápoló szakok valamelyikéről volt. Később több más egyetem is elindította a maga egyetemi szintű biblioterapeuta képzéseit (a Hász-féle programra építve), amelyek jelenleg is fogadnak jelentkezőket: a Pécsi Tudományegyetem BTK (korábban KPVK és FEEK) 2 éves, a Pázmány Péter Katolikus Egyetem (újraindítva a 2013-ban megszűnt szakot), a Debreceni Református Hittudományi Egyetem, a Szegedi Tudományegyetem, a Kaposvári Egyetem és az Apor Vilmos Katolikus Főiskola egységesen egyetemi/főiskolai oklevéllel záruló, de a helyi sajátosságoknak megfelelően meglehetősen eltérő profilú képzést indított.
Ezeken kívül lehetőség van rövidebb tanfolyami képzést is elvégezni a Károli Gáspár Református Egyetem pedagógus továbbképzésében és szakvizsgás képzésében és a Pest Megyei Könyvtárban (OSZK szervezése), illetve létetett pár évig a PIM mára megszűnt felnőttképzési tanfolyama is.
Integráltak biblioterápiás kurzusokat több különböző egyetemi szakon, az 1970-es évektől a könyvtáros képzés és a tanárképzés több alapórája is tartalmaz erre vonatkozó tanegységeket, mint például az Olvasásszociológia, az Olvasásfejlesztés, Olvasáspedagógia vagy a Könyvtártan és a könyvtárpedagógiai, valamint az olvasásnépszerűsítéssel és olvasásfejlesztéssel foglalkozó modulok.